# Decazeville

Decazeville este o comună în departamentul Aveyron din sudul Franței. În 1 ianuarie 2022 avea o populație de 5.025 de locuitori.